# 25029 Ludwighesse
25029 Ludwighesse è un asteroide della fascia principale. Scoperto nel 1998, presenta un'orbita caratterizzata da un semiasse maggiore pari a 2,7672523 UA e da un'eccentricità di 0,0447395, inclinata di 4,06332° rispetto all'eclittica.